# Barazzetto (Biella)
Barazzetto è una frazione di Biella. Situata nella parte occidentale della città, con una superficie di 1,45 km², conta circa 1.150 abitanti. Si trova a poco più di 400 metri di altitudine ed è percorsa da tre torrenti: il Bolume, l'Oremo e il Viariggio, affluente dell'Oremo.

## Storia
L'area del Barazzetto fece parte del comune del Vernato fino al 1421, anno in cui lo stesso comune vernatese entrò a far parte del comune di Biella.
Le prime bonifiche della terra avvennero intorno al 1500; a questo stesso periodo risale anche la nascita dei cantoni, secondo il cui schema è ancora oggi strutturata la disposizione delle abitazioni più antiche.
Le prime notizie del Barazzetto risalgono comunque al XIII secolo, periodo in cui fu realizzata, su una collina di proprietà del vescovo di Vercelli, una cappella dedicata a San Teodoro (in dialetto San Jode). In seguito, intorno alla metà del Cinquecento venne edificato proprio in quel luogo, sfruttando unicamente i materiali fruibili nella zona, un piccolo convento di frati Cappuccini. L'esigua costruzione, realizzata in legno e argilla, venne poi abbandonata nel 1559, quando i frati, a seguito di una nevicata e dello straripamento dei torrenti, decisero di trasferirsi al Piazzo. Con il passare del tempo ciò che rimaneva dell'angusto edificio divenne un deposito per attrezzi agricoli, fino a quando negli anni ottanta San Jode fu completamente demolito.
La Barazza (l'attuale Vandorno) e il Barazzetto vennero uniti al Piazzo nel 1625, ma le due frazioni tentarono invano diverse volte, un'ultima nel 1784, di formare un comune autonomo.